# New England Central Railroad
De New England Central Railroad (reporting mark NECR) is een spoorwegbedrijf in het noordoosten van de Verenigde Staten, in de regio New England. Het bedrijf is de opvolger van de Central Vermont Railway.

## Geschiedenis
De Central Vermont Railway (CV) gaat terug tot 1843, toen een van zijn voorgangers toestemming kreeg om een spoorlijn aan te leggen. De CV kwam uiteindelijk via de Grand Trunk in handen van Canadian National (CN). In 1995 zou CN – tot dan toe een Canadees staatsbedrijf – geprivatiseerd worden. In de aanloop hiernaar werd bekeken of minder belangrijke trajecten verkocht konden worden. De lijn van de CV werd in hetzelfde jaar nog verkocht aan RailTex, een bedrijf dat diverse shortlines exploiteerde.
RailTex gaf de spoorlijn een nieuwe naam: New England Central. RailTex is in 2000 overgenomen door RailAmerica, een andere exploitant van shortlines. RailAmerica is op zijn beurt in 2007 overgenomen door de Fortress Investment Group, maar opereert nog steeds onder zijn eigen naam en is als onderdeel van de Fortress Investment Group het moederbedrijf van diverse spoorwegbedrijven.

## Goederendienst
De New England Central wisselt op verschillende plaatsen goederenwagens uit met vier zogenaamde Class I railroads: Canadian National, Canadian Pacific, Norfolk Southern en CSX. Tevens zijn er verbindingen met verschillende kleinere spoorwegbedrijven, zoals de Providence & Worchester.
Het vervoer bestaat onder andere uit containertreinen die vanaf de Canadese grens naar Willimantic (CT) worden gereden, waar de Providence & Worchester de trein overneemt. In New London (CT) bestaat de mogelijkheid om goederen over te slaan van de trein op het schip. Ook zijn er faciliteiten voor het overzetten van goederen van de vrachtwagen op de trein en vice versa. De New England Central vervoert onder andere houtproducten, papier, chemicaliën, olie, staal, auto’s en bouwafval.